# 日本バーテンダー協会
一般社団法人 日本バーテンダー協会（にっぽんバーテンダーきょうかい、英: NIPPON BARTENDERS' ASSOCIATION、略称:N.B.A.）は、日本のバーテンダーの技術の練磨、人格の陶冶を目的として1929年に設立された組織。

## 事務所所在地
- 東京都千代田区有楽町二丁目3番6号

## 略歴
- 1929年 - 設立。
- 1955年 - 一部が独立し、全日本バーテンダー協会(ANBA)となる。
- 1962年 - 国際バーテンダー協会に加盟する。アジア地域からの加盟としては最初の組織であった。
- 1970年 - 厚生省より認可を受け、社団法人 日本バーテンダー協会となる。この時の英名はJapan Bartenders Associationで、略称はJBAであった。
- 1987年 - ANBAと合併し、現・日本バーテンダー協会(N.B.A.)となる。
- 2013年 - 一般社団法人に移行する。

## 主な活動
- 資格制度「バーテンダー呼称技能認定試験」「インターナショナルバーテンダー呼称技能認定試験」を運営
- カクテルコンペティションを主催
- 機関誌『BARTENDER』を発行
- 「カクテルランキング」の調査、広報

### カクテルコンペティション
- 全国バーテンダー技能競技大会
競技大会の優勝者には厚生労働大臣賞が授与される。また開催地の知事賞、市長賞もあり、優勝者は国際バーテンダー協会が主催する世界大会への出場権の獲得する。
- 全国エリートバーテンダー カクテルコンペティション
略称：EBCC
20歳以上、28歳以下の年齢者を対象とした大会。

## 参考書籍
- 記念誌委員会 編『社団法人 日本バーテンダー協会 五十年史』社団法人日本バーテンダー協会五十周年記念事業実行委員会、1980年。